# 小林東伯斎
小林 東伯斎（こばやし とうはくさい、生年不詳 - 明治31年（1898年））は、江戸時代末期から明治時代にかけての将棋指し。天野宗歩門下。八段。紀伊国（現：和歌山県）出身。小林定楠（諱）、小林東四郎（字）とも名乗る。養子に小林岩次郎。

## 経歴
紀州にて生まれたとされている。当初の足跡には不明な点が多いが、大橋分家の大橋宗与から受けた四段の記録が残されているため、当初は大橋分家の門下で修業したものと思われる。
その後、関西へ戻り、大阪で生活していたようである。
天保15年（1844年）2月、後に棋聖と称される天野留次郎（天野宗歩）が将棋修行のために大阪を訪れ、左右香落とされで対戦し、二連敗する。後に天野宗歩の弟子となり、市川太郎松、渡瀬荘次郎、平居寅吉と並び、「天野宗歩の四天王」と呼ばれるようになった。宗歩の評では、将棋の実力では市川太郎松に次ぐほどだという。しかし、宗歩との対戦記録はこのときのものが最後であり、また嘉永3年（1850年）、宗歩が妻のために建立した墓の台石に宗歩門下49名の名が刻まれているが、小林の名はそこにはないことから、宗歩とはさほど親しくなかったのではないかとも推測されている。
天野の死去後には、棋客を求めて全国を渡り歩き、明治初期には八段に昇段した。当時の八段は次期名人候補として準名人と呼ばれ、小林の存命中に八段に昇段した者は、小林以外には、将棋家元の八代伊藤宗印と十一代大橋宗桂を除き、大矢東吉、小野五平の2名しかいなかった。
明治時代に入って家元の伊藤家らは幕府の将棋所の地位を失い、家元を中心にした将棋界の体制が崩れていく中、小林は家元から距離を置いて関西を拠点に活動した。この頃から「東伯斎」の号を用いるようになり、「東の宗印（十一世名人の八代伊藤宗印）、西の東伯」として時の名人と並び称される。
また、関西圏の有力者に推され関西名人（大阪名人）を名乗る。この間、坂田三吉や井上義雄らを門下に迎える。なお、現在阪田流向かい飛車として知られる戦法は、小林が兄弟弟子の渡瀬荘次郎との対戦でその原型を使った棋譜が残っており、小林から坂田へ伝えられたものと推定されている。
明治24年（1891年）には、八代伊藤宗印の弟子で関西遊歴中の関根金次郎（後の十三世名人）と角落ちでの指導対局をしている。
関根は、関西遊歴は小林に教えを乞いたいがためであり、死にもの狂いで対局したと回想している。一局目は小林が完勝し、二局目も小林が勝勢であった。小林は、遥々東京から来た関根を二連敗で帰すのはかわいそうだと考え、関根に花を持たせるために指し掛けとすることを提案した。しかし、関根はこれを断り、二局目も結局小林の完勝であった。対局後、指し掛けの提案を断って最後まで指しきったことに感心した小林は「勝負度胸といい手筋といい得難いものじゃ。宗印先生は、よいお弟子を持たれた」と周囲の人々に聞こえるようにわざと大きな声で関根を褒め称えたという。
1898年に大阪で死去。小林の死後、弟子の坂田と井上はともに八段にのぼり、名人の候補にもなった。特に坂田は小林の名乗った関西名人（大阪名人）を引き継ぎ、東京の名人であった関根に対抗した。